# Serowa Dziura

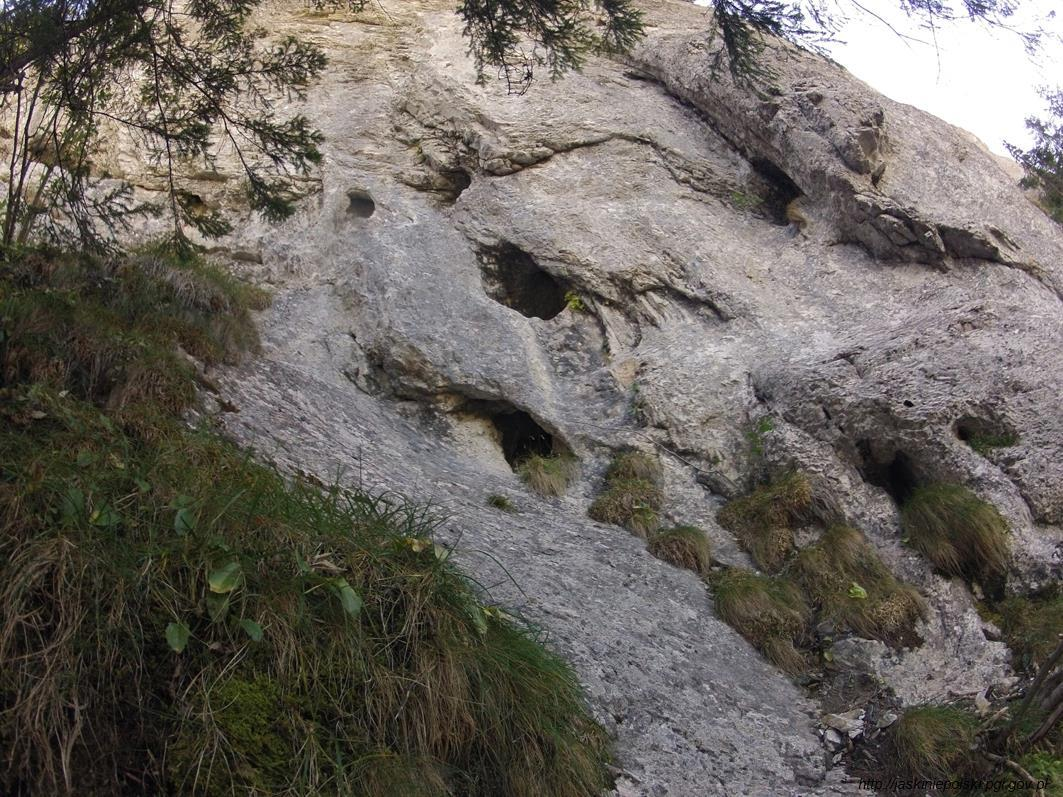
Otwory jaskini

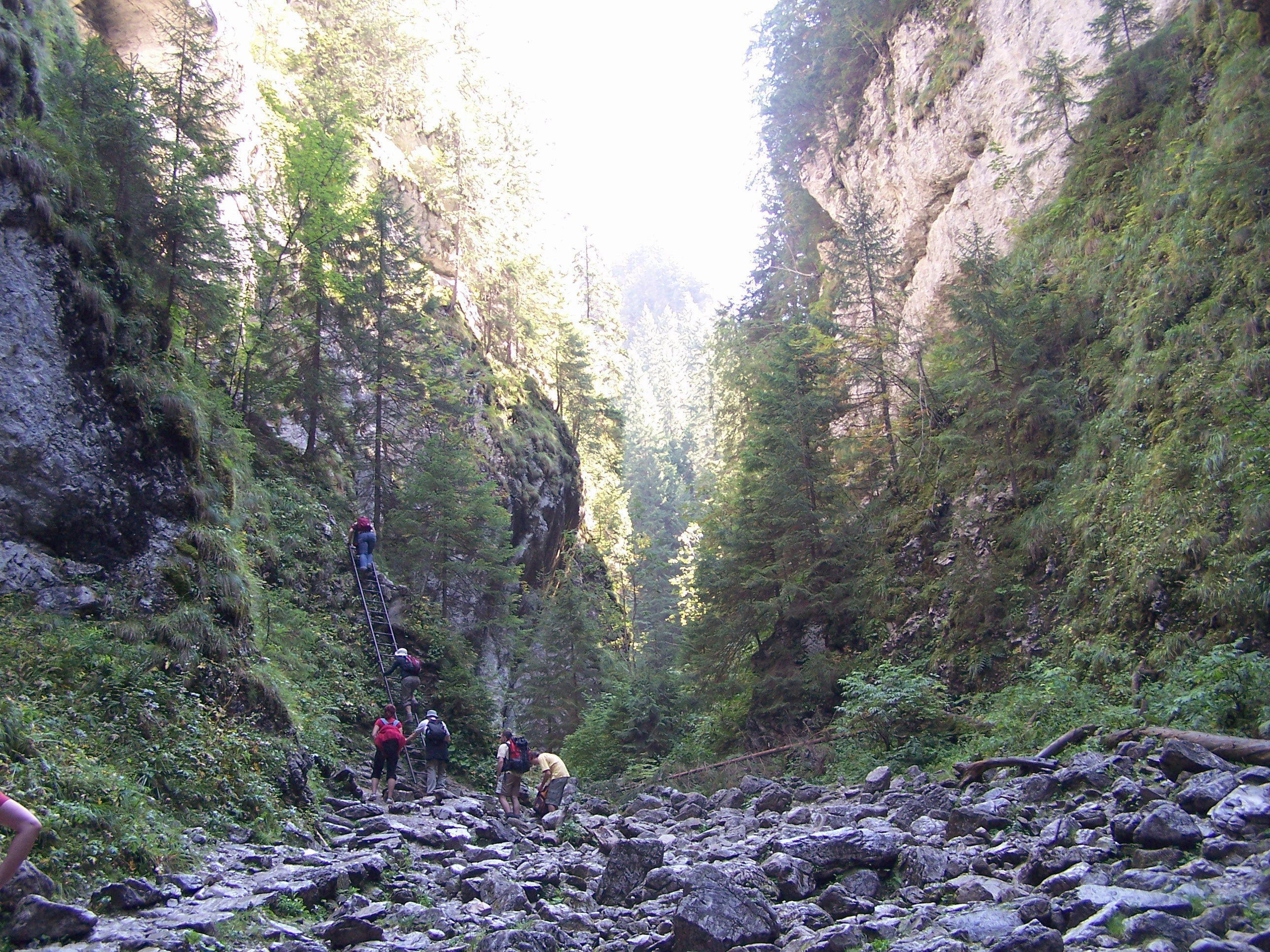
Wąwóz Kraków. Na prawo ściana Zbójnickiej Turni. Na lewo szlak turystyczny do Smoczej Jamy

Serowa Dziura – jaskinia, a właściwie schronisko, w Dolinie Kościeliskiej w Tatrach Zachodnich. Wejścia do niej położone są w północnej ścianie Zbójnickiej Turni opadającej do Wąwozu Kraków, w pobliżu jaskini Dzwonnica, na wysokości 1250 metrów n.p.m. Długość jaskini wynosi 9,5 metrów, a jej deniwelacja 4,4 metra.

## Opis jaskini
Jaskinię stanowi ciasna i stromo idąca do góry szczelina, do której prowadzą z powierzchni cztery niewielkie, koliste otwory. Tylko dwa z nich są na tyle duże, że możliwe jest wejście przez nie do jaskini.

## Przyroda
W jaskini można spotkać nacieki grzybkowe. Ściany są suche, brak jest na nich roślinności.

## Historia odkryć
Jaskinię odkryli A. i M. Ciszewscy, J. Nowak i E. Wójcik w 2007 roku. W tym też roku jej pierwszy plan i opis sporządzili J. Nowak i J. Ślusarczyk.